# Flowers (Ace of Base)
Flowers è il terzo album in studio del gruppo musicale degli Ace of Base, pubblicato il 15 giugno 1998 dalla Polygram International.
La versione statunitense, intitolata Cruel Summer, è stata pubblicata il 14 luglio 1998.

## Tracce
Flowers
1. Life Is a Flower – 3:47 (testo: Jonas Berggren)
2. Always Have Always Will – 3:46 (testo: Jonas Berggren, Mike Chapman)
3. Cruel Summer – 3:35 (testo: Sara Dallin, Keren Woodward, Steve Jolley, Tony Swain, Siobhan Fahey)
4. Travel to Romantis – 4:10 (testo: Jonas Berggren)
5. Adventures in Paradise – 3:32 (testo: Jonas Berggren, Joe Belmaati, Mike Hansen)
6. Dr. Sun – 3:35 (testo: Jonas Berggren)
7. Cecilia – 3:55 (testo: Jonas Berggren)
8. He Decides – 3:09 (testo: Jonas Berggren)
9. I Pray – 3:16 (testo: Ulf Ekberg, John Ballard)
10. Tokyo Girl – 3:36 (testo: Jonas Berggren, Billy Steinberg, Ralph McCarthy)
11. Don't Go Away – 3:41 (testo: Ulf Ekberg, John Ballard)
12. Captain Nemo – 4:02 (testo: Jonas Berggren)
13. Donnie – 4:39 (testo: Jonas Berggren)
14. Cruel Summer (Big Bonus Mix) – 4:07 (testo: Sara Dallin, Keren Woodward, Steve Jolley, Tony Swain, Siobhan Fahey)

Durata totale: 52:50
Cruel Summer
1. Cruel Summer (Cutfather & Joe Mix) – 3:35 (testo: Sara Dallin, Siobhan Fahey, Keren Woodward, Anthony Swain, Steve Jolley)
2. Donnie – 3:47 (testo: Jonas Berggren)
3. Whenever You're Near Me – 3:32 (testo: Jonas Berggren, Mike Chapman)
4. Everytime It Rains – 4:52 (testo: Billy Steinberg, Rick Nowels, Maria Vidal)
5. Adventures in Paradise – 3:32 (testo: Jonas Berggren, Joe Belmaati, Mike Hansen)
6. Don't Go Away – 3:41 (testo: Billy Steinberg, Rick Nowels, Maria Vidal)
7. Cecilia – 3:55 (testo: Jonas Berggren)
8. He Decides – 3:09 (testo: Jonas Berggren)
9. Always Have Always Will – 3:46 (testo: Billy Steinberg, Rick Nowels, Maria Vidal)
10. Tokyo Girl – 3:36 (testo: Jonas Berggren, Billy Steinberg, Ralph McCarthy)
11. Travel to Romantis (Love to Infinity Radio Remix) – 3:27 (testo: Jonas Berggren)
12. Cruel Summer (Blazin' Rhythm Remix) – 3:31 (testo: Sarah Dallin, Siobhan Fahey, Keren Woodward, Anthony Swain, Steve Jolley)

Durata totale: 44:23

## Classifiche
| Classifica (1998) | Posizione massima |
| ----------------- | ----------------- |
| Austria           | 15                |
| Belgio (Fiandre)  | 35                |
| Finlandia         | 2                 |
| Francia           | 16                |
| Germania          | 3                 |
| Norvegia          | 12                |
| Paesi Bassi       | 50                |
| Regno Unito       | 15                |
| Svezia            | 5                 |
| Svizzera          | 1                 |
| Ungheria          | 7                 |

| Classifica (1998) | Posizione massima |
| ----------------- | ----------------- |
| Stati Uniti       | 101               |

### Classifiche di fine anno
| Classifica (1998) | Posizione |
| ----------------- | --------- |
| Svizzera          | 46        |

## Date di pubblicazione
| Paese       | Data              | Formati           | Etichetta              | Titolo       |
| ----------- | ----------------- | ----------------- | ---------------------- | ------------ |
| Europa      | 15 giugno 1998    | Cassette          | Polygram International | Flowers      |
| Europa      | 22 settembre 1998 | CD                | Polygram International | Flowers      |
| Europa      | 21 settembre 2004 | Download digitale | Polygram International | Flowers      |
| Stati Uniti | 14 luglio 1998    | Cassette          | Arista                 | Cruel Summer |
| Stati Uniti | 14 luglio 1998    | CD                | Arista                 | Cruel Summer |